# 평형하상이론
평형하상이론(平衡河床理論)은 씻겨 나가는 것과 침전되는 매커니즘이 오랜 시간에 걸쳐서 균형을 이룰 때, 수로나 강의 모양을, 흐름의 특성이 물에 의해 운반되는 유사현상과 관련지을 수 있는 반경험적인 방정식으로 표시하는 이론이다.

## 같이 보기
- 패권안정론
- 국제 레짐
- 국제 관계
- 국제관계론
- 신현실주의